# 光仁二手商品館
光仁選品店(原光仁二手商品館)，是由光仁社福基金會所興辦，長期致力於服務身心障礙者，從中發掘有些能力較好的身障青年，可以透過訓練讓他們進入職場工作，於民國 92 年成立了第一家庇護工場 - 光仁二手商品館忠孝店，民國 104 年成立了自營品牌 - 光仁綠時尚，提供了身心障礙青年融入社區和職場適應的機會，並努力融入社區成為社區民眾購物的好所在。民國111年5月「光仁二手商品館」將改名為「光仁選品店」，打造一個具永續、再生、公益概念的「綠色時尚商店」，舉凡生活雜貨、家電、3 C、衣飾、嬰幼兒用品等，我們從捐物的來源和品質起就嚴格把關，在物流中心做好整理及商品區隔，再配銷到適合的門市。由於近年來我們收到許多網路商店銷售不完或企業出清的全新品，這也是我們不再使用「二手商品」定位服務的原因之一。在這裡賣的不一定是二手、舊物，但一定是精選或修復好的良品!

## 分店
- 忠孝店 [5]
- 國興店 [6]
- 古亭店 [7]
- 大直店 [5]
- 綠時尚 [8]
- 物流中心 [9]

## 外部連結
- 天主教光仁社會福利基金會 （页面存档备份，存于）
- 光仁社福的Facebook專頁